# Bilbao
Bilbao (på baskisk Bilbo) er en by i det nordlige Spanien og hovedstad i Vizcaya-provinsen. I 2003 boede der 353.567 indbyggere i Bilbao (946.829 hvis man tæller forstæderne med).
Byen er kendt for kunstmuseet Guggenheim Museum Bilbao, tegnet af Frank Gehry.